# Młodzieżowe Mistrzostwa NACAC w Lekkoatletyce 2010
6. Młodzieżowe Mistrzostwa NACAC w Lekkoatletyce – zawody lekkoatletyczne przeprowadzone pod auspicjami NACAC, które zostały rozegrane w Miramar na Florydzie od 9 do 11 lipca 2010. 

## Rezultaty

### Mężczyźni
| Konkurencja:                  | 1. miejsce                                                                         | Rezultat   | 2. miejsce                                                                 | Rezultat   | 3. miejsce                                                                         | Rezultat   |
| Bieg na 100 m                 | Sam Effah                                                                          | 10,06      | Oshane Bailey                                                              | 10,11      | Maurice Mitchell                                                                   | 10,14      |
| Bieg na 200 m                 | Curtis Mitchell                                                                    | 20,06w     | Brandon Byram                                                              | 20,46w     | Rasheed Dwyer                                                                      | 20,64w     |
| Bieg na 400 m                 | Tavaris Tate                                                                       | 45,36      | Joey Hughes                                                                | 45,79      | Demetrius Pinder                                                                   | 45,90      |
| Bieg na 800 m                 | Charles Jock                                                                       | 1:45,65    | Aaron Evans                                                                | 1:47,79    | Gavyn Nero                                                                         | 1:48,16    |
| Bieg na 1500 m                | Olivier Collin                                                                     | 3:44,45    | Ben Blankenship                                                            | 3:45,43    | Anthony Berkis                                                                     | 3:46,36    |
| Bieg na 5000 m                | Diego Alberto Borrego                                                              | 14:32,90   | Mike Crouch                                                                | 14:33,33   | Mohamed Ige                                                                        | 14:38,95   |
| Bieg na 10 000 m              | Ahmed Osman                                                                        | 30:38,22   | Colin Mickow                                                               | 30:42,16   | Jose G. Mireles                                                                    | 32:38,44   |
| Bieg na 3000 m z przeszkodami | Donn Cabral                                                                        | 8:52,67    | Alvaro Abreu                                                               | 9:27,18    | Stephen Finley                                                                     | 9:57,49    |
| Bieg na 110 m przez płotki    | Ronnie Ash                                                                         | 12,98w     | Ryan Brathwaite                                                            | 13,10w     | Johnny Dutch                                                                       | 13,30w     |
| Bieg na 400 m przez płotki    | Jeshua Anderson                                                                    | 49,33      | Winder Cuevas                                                              | 50,13      | Reggie Wyatt                                                                       | 50,15      |
| Skok wzwyż                    | Paul Hamilton                                                                      | 2,23       | Ricky Robertson                                                            | 2,23       | Jamal Wilson                                                                       | 2,13       |
| Skok o tyczce                 | Jordan Scott                                                                       | 5,56       | Deryk Theodore                                                             | 5,10       | Ryan Vu                                                                            | 5,00       |
| Skok w dal                    | Christian Taylor                                                                   | 7,82       | Chris Phipps                                                               | 7,80       | Marcos Amalbert                                                                    | 7,50       |
| Trójskok                      | Christian Taylor                                                                   | 16,66      | Josh Como                                                                  | 15,95      | J'Vente Deveaux                                                                    | 15,55      |
| Pchnięcie kulą                | Kurt Roberts                                                                       | 18,60      | Aaron Studt                                                                | 18,21      | O’Dayne Richards                                                                   | 18,03      |
| Rzut dyskiem                  | Mason Finley                                                                       | 59,59      | Mario Cota                                                                 | 58,01      | Nick Jones                                                                         | 57,03      |
| Rzut młotem                   | Chris Cralle                                                                       | 70,71      | Walter Henning                                                             | 69,33      | Trey Henderson                                                                     | 66,28      |
| Rzut oszczepem                | Juan José Méndez                                                                   | 69,94      | Cooper Thompson                                                            | 69,52      | Brian Moore                                                                        | 68,41      |
| Dziesięciobój                 | Gray Horn                                                                          | 7510 pkt.  | Nick Trubachik                                                             | 7497 pkt.  | Reid Gustavson                                                                     | 6866 pkt.  |
| Chód na 20 000 m              | Isaac Palma                                                                        | 1:28:53,38 | Jorge H. Zarate                                                            | 1:39:39,43 | Dan Serianni                                                                       | 1:41:29,23 |
| Sztafeta 4 x 100 m            | Stany Zjednoczone · Fred Rose · Brandon Byram · Maurice Mitchell · Curtis Mitchell | 38,96      | Jamajka · Oshane Bailey · Ramone McKenzie · Jacques Harvey · Rasheed Dwyer | 39,36      |                                                                                    |            |
| Sztafeta 4 x 400 m            | Stany Zjednoczone · LeJerald Betters · O’Neal Wilder · Joey Hughes · Tavaris Tate  | 2:58,83    | Bahamy · Latoy Williams · Demetrius Pinder · Jamal Butler · Sean Pickstock | 3:02,91    | Trynidad i Tobago · Ade Alleyne-Forte · Zwede Hewitt · Gavyn Nero · Emanuel Mayers | 3:07,95    |

### Kobiety
| Konkurencja:                  | 1. miejsce                                                                            | Rezultat  | 2. miejsce                                                                                 | Rezultat  | 3. miejsce                                                                            | Rezultat  |
| Bieg na 100 m                 | Jeneba Tarmoh                                                                         | 11,00w    | Samantha Henry-Robinson                                                                    | 11,25w    | Kenyanna Wilson                                                                       | 11,32w    |
| Bieg na 200 m                 | Tiffany Townsend                                                                      | 22,92w    | Kimberley Hyacinthe                                                                        | 23,14w    | Candyce McGrone                                                                       | 23,16w    |
| Bieg na 400 m                 | Shelise Williams                                                                      | 53,08     | Ebony Collins                                                                              | 53,31     | Raysa Sánchez                                                                         | 54,08     |
| Bieg na 800 m                 | Jessica Smith                                                                         | 2:04,96   | Christina Rodgers                                                                          | 2:05,00   | Anna Layman                                                                           | 2:05,39   |
| Bieg na 1500 m                | Keri Bland                                                                            | 4:24,38   | Jessica O’Connell                                                                          | 4:25,78   | Ashley Verplank                                                                       | 4:28,75   |
| Bieg na 5000 m                | Jessica O’Connell                                                                     | 17:15,73  | Beatriz S. Hernandez                                                                       | 17:32,75  | Tara Erdmann                                                                          | 18:27,49  |
| Bieg na 10 000 m              | Sarah Porter                                                                          | 36:15,51  | Dianna Cisneros                                                                            | 36:59,66  | Amanda Goetschius                                                                     | 37:18,81  |
| Bieg na 3000 m z przeszkodami | Rebeka Stowe                                                                          | 10:08,58  | Stephanie Garcia                                                                           | 10:20,50  | Sara Prieto                                                                           | 10:54,34  |
| Bieg na 100 m przez płotki    | Ti’erra Brown                                                                         | 12,86w    | Michaylin Golladay                                                                         | 13,07w    | Rosemarie Carty                                                                       | 13,22w    |
| Bieg na 400 m przez płotki    | Ti’erra Brown                                                                         | 55,14     | Tameka Jameson                                                                             | 55,97     | Nikita Tracey                                                                         | 56,89     |
| Skok wzwyż                    | Amber Kaufman                                                                         | 1,86      | April Sinkler                                                                              | 1,81      | Paola Fuentes Caleigh Bacchus                                                         | 1,76      |
| Skok o tyczce                 | Gabriella Duclos-Lasnier                                                              | 4,30      | Melissa Gergel                                                                             | 4,10      | Ariane Beaumont-Courteau Rachel Laurent                                               | 3,90      |
| Skok w dal                    | Shara Proctor                                                                         | 6,43      | Bianca Stuart                                                                              | 6,42      | April Sinkler                                                                         | 6,33      |
| Trójskok                      | Kimberly Williams                                                                     | 14,14w    | Ashika Charan                                                                              | 13,35w    | Melissa Ogbourne                                                                      | 13,14w    |
| Pchnięcie kulą                | Karen Shump                                                                           | 17,43     | Anna Jelmini                                                                               | 16,58     | Julie Labonté                                                                         | 15,89     |
| Rzut dyskiem                  | Anna Jelmini                                                                          | 56,70     | Jeneva McCall                                                                              | 56,16     | Paulina Flores                                                                        | 47,49     |
| Rzut młotem                   | Heather Steacy                                                                        | 67,20     | Jeneva McCall                                                                              | 64,17     | Gwen Berry                                                                            | 62,55     |
| Rzut oszczepem                | Liz Gleadle                                                                           | 53,72     | Freisa Iris Núñez                                                                          | 53,11     | Marissa Tschida                                                                       | 50,07     |
| Siedmiobój                    | Kiani Profit                                                                          | 5576 pkt. | Dorcas Akinniyi                                                                            | 5204 pkt. | Makeba Alcide                                                                         | 5172 pkt. |
| Chód na 10 000 m              | Erandi Uribe                                                                          | 50:12,27  | Lauren Forgues                                                                             | 51:06,38  | Silva Lizbeth                                                                         | 52:31,78  |
| Sztafeta 4 x 100 m            | Stany Zjednoczone · Jeneba Tarmoh · Amber Purvis · Tiffany Townsend · Kenyanna Wislon | 43,07     | Jamajka · Rosemarie Carty · Samantha Henry-Robinson · Audrea Segree · Trisha-Ann Hawthorne | 44,20     | Bahamy · Charlesha Lightbourne · Yanique Clarke · Ashley Hanna · Michelle Cumberbatch | 46,82     |
| Sztafeta 4 x 400 m            | Stany Zjednoczone · Ebony Collins · Amber Purvis · Shelise Williams · Tameka Jameson  | 3:29,80   | Jamajka · Verone Chambers · Nikita Tracey · Andrea Reid · Alecia Cutenar                   | 3:38,05   | Kanada · Amonn Nelson · Jessica Smith · Miana Griffiths · Sarah Wells                 | 3:40,09   |

## Rekordy
Podczas zawodów ustanowiono 4 krajowe rekordy w kategorii seniorów:

### Mężczyźni
| Zawodnik                                                      | Reprezentacja       | Konkurencja        | Rezultat |
| ------------------------------------------------------------- | ------------------- | ------------------ | -------- |
| Mario Cota                                                    | Meksyk              | rzut dyskiem       | 58,01    |
| Terrence Agard Liemarvin Bonevacia Javier Agard Jairo Troeman | Antyle Holenderskie | sztafeta 4 x 400 m | 3:15,66  |

### Kobiety
| Zawodnik          | Reprezentacja | Konkurencja    | Rezultat  |
| ----------------- | ------------- | -------------- | --------- |
| Freisa Iris Núñez | Dominikana    | rzut oszczepem | 53,11     |
| Makeba Alcide     | Saint Lucia   | siedmiobój     | 5172 pkt. |